# Relativnost současnosti
Relativnost současnosti je fyzikální koncept, který tvrdí, že vzdálená oddělená současnost není absolutní, ale závisí na vztažné soustavě pozorovatele.

## Vysvětlení

Relativnost současnosti: bílá čára představuje rovinu současnosti, jak se pohybuje z minulosti do budoucnosti při různých rychlostech v. Události A, B a C nastanou v různém pořadí podle rychlosti pozorovatele.

Speciální teorie relativity říká, že není možné určit v absolutním smyslu, že se dvě události staly ve stejnou dobu, jsou-li tyto odděleny v prostoru. Například dvě autohavárie v Londýně a v New Yorku, které se z pohledu pozorovatele na povrchu Země staly ve shodném čase se staly v mírně odlišném čase pro pozorovatele v letadle letícím mezi Londýnem a New Yorkem. Otázka, zda jsou tyto události současné, je relativní. V soustavě stacionární vzhledem k povrchu Země mohou události proběhnout současně, ale v dalších vztažných soustavách (v pohybu vzhledem k událostem) se může stát, že nejdříve dojde k havárii v Londýně a v jiné soustavě zase v New Yorku. Nicméně pokud mohou být dvě události kauzálně spojeny (to znamená že doba mezi událostí A a B je větší než vzdálenost dělená rychlostí světla), pořadí událostí zůstává zachováno ve všech vztažných soustavách.
Představíme-li si jeden referenční rámec přiřazený přesně ve stejnou dobu dvěma událostem, které jsou v různých bodech prostoru, referenční rámec, který se k vzhledem k první události pohybuje obecně přiřadí dvěma událostem různé časy. To je znázorněno na paradoxu žebříku, což je myšlenkový experiment s žebříkem, který se pohybuje vodorovně vysokou rychlostí garáží. V klidu je žebřík příliš dlouhý, takže se do garáže nevejde. Když se však pohybuje vysokou rychlostí, podléhá Lorentzově kontrakci délky, takže je v určitém okamžiku celý v garáži. Z hlediska pozorovatele, který se pohybuje s žebříkem, je to ale garáž, která se pohybuje vysokou rychlostí, a tedy zkracuje, takže se do ní žebřík rozhodně vejít nemůže. Paradox vzniká tím, že si představujeme současnost jako absolutní.
Matematicky relativnost současnosti poprvé formuloval Hendrik Antoon Lorentz v roce 1892. Fyzikálně byl jev interpretován v roce 1900 jako výsledek synchronizace pomocí světelných signálů Henri Poincarém. Nicméně jako Lorentz tak Poincaré nadále pracovali s éterem jako preferovaným ale nezjistitelným referenčním rámcem a nadále rozlišovali mezi opravdovým časem (v éteru) a vlastními časy pozorovatelů. Klasický éter opustil až Albert Einstein v roce 1905 a zdůraznil význam relativnosti současnosti pro naše chápání prostoru a času. Usoudil, že absolutnost současnosti selhává ze dvou důvodů:
- Obecný princip relativity – fyzikální zákony jsou stejné ve všech inerciálních vztažných soustavách
- Rychlost světla ve vakuu je ve všech směrech stejná, nezávisle na relativním pohybu zdroje

## Myšlenkový experiment s vlakem

Co vidí pozorovatel ve vlaku

Co vidí pozorovatel na nástupišti

K pochopení myšlenky relativnosti současnosti může pomoci prostý myšlenkový pokus s pozorovatelem uvnitř rychle se pohybujícího vlaku a s druhým pozorovatelem stojícím na nástupišti, kterého vlak míjí.
Záblesk světla vyjde ze středu vlakového vozu, právě když se oba pozorovatelé míjejí. Pozorovatel ve středu vlakového vozu vidí přední a zadní část vozu ve stejných vzdálenostech od zdroje světla, takže podle něho dosáhne světlo přední i zadní konec vozu ve stejnou dobu (t=2).
Naproti tomu pozorovatel na nástupišti vidí, jak se zadní část vozu pohybuje dopředu a tedy se blíží k bodu, z něhož vyšel světelný signál, kdežto přední část vozu se pohybuje směrem od zdroje signálu (t=1). Protože rychlost světla je stejná ve všech směrech pro všechny pozorovatele a konečná, světlo mířící k zadní části vozu musí překonat menší vzdálenost než světlo mířící k přední části vozu. Z hlediska pozorovatele na nástupišti tedy nejdříve světelný záblesk dosáhne zadní část vozu (t=2) a teprve později dosáhne záblesk letící ve směru jízdy přední část vozu.

## Lorentzova transformace
Relativnost současnosti lze vypočítat z Lorentzových transformací, které dávají do vztahu souřadnice používané jedním pozorovatelem a souřadnice používané jiným pozorovatelem v rovnoměrném relativním pohybu vzhledem k prvnímu.
Předpokládejme, že první pozorovatel používá souřadnic značené t, x, y, a z, zatímco druhá pozorovatel používá souřadnic značené t', x', y', a z'. Nyní předpokládejme, že první pozorovatel vidí druhého pohybujícího se ve směru osy x při rychlosti v. Dále předpokládejme, že souřadnicové osy pozorovatelů jsou rovnoběžné a mají stejný původ. Potom nám Lorentzovy transformace ukazují, že jsou souřadnice spojeny pomocí rovnice:
{\displaystyle t'={\frac {t-{v\,x/c^{2}}}{\sqrt {1-v^{2}/c^{2}}}}\ ,}
{\displaystyle x'={\frac {x-v\,t}{\sqrt {1-v^{2}/c^{2}}}}\ ,}
{\displaystyle y'=y\ ,}
{\displaystyle z'=z\ ,}
kde c je rychlost světla. Pokud se stanou dvě události současně v rámci prvního pozorovatele budou mít stejné hodnoty t-souřadnic. Nicméně pokud mají různé hodnoty souřadnice x )různé pozice ve směru osy x, budou mít různé hodnoty souřadnice t', v tomto rámci se stanou v různých časech. Podmínka odpovídající za selhání absolutní současnosti je v x/c2.
Rovnice t'  = konstanta definující linii současnosti v (x' ,t' ) souřadnicovém systému druhého, pohybujícího se pozorovatele. Stejně jako rovnice t=konstanta definuje linii současnosti pro prvního stacionárního pozorovatele v (x,t) souřadnicovém systému. Z výše uvedených rovnic plyne, že t'  je konstantní pouze pokud t – v x/c2 = konstanta. Proto se množina bodů, které tvoří t konstantu liší od množiny bodů, které tvoří t'  konstantu. To znamená, že množina událostí, které jsou považovány za současné, závisí na referenčním rámci užitém ke srovnání.

## Historie
V letech 1892 a 1895 použil Hendrik Lorentz matematickou metodu zvanou místní čas t' = t – v x/c2 pro vysvětlení negativních výsledků experimentů s unášením éteru. Lorentz ale nenašel fyzikální vysvětlení tohoto jevu. S tím přišel Henri Poincaré v roce 1898, když Poincaré předpokládal stálost rychlosti světla pro všechny pozorovatele a který zdůraznil konvenční povahu současnosti. Jeho práce ale neobsahovala žádnou diskuzi Lorentzovy práce nebo případného rozdílu v definici současnosti pro pozorovatele v různých stavech pohybu. To bylo provedeno roku 1900, když byl odvozen místní čas za předpokladu neměnnosti rychlosti světla v éteru. Vzhledem k platnosti principu relativního pohybu, pohybující se pozorovatelé v éteru také předpokládají, že jsou v klidu, a že rychlost světla je konstantní ve všech směrech. Z tohoto důvodu, v případě že dojde k synchronizaci hodin pomocí světelných signálů, je třeba brát v úvahu pouze dobu průchodu pro signály, ale ne jejich pohyb ve vztahu k éteru. Takže pohyblivé hodiny nejsou synchronní a nesignalizují opravdový čas. Poincaré spočítal, že tato chyba synchronizace odpovídá místnímu Lorentzovu času. V roce 1904 Poincaré zdůraznil spojení mezi principem relativity, místním časem a konstantností rychlosti světla. Nicméně úvahy v tomto dokumentu byly předložena jako domněnky.
Albert Einstein použít podobnou metodu v roce 1905 a odvodil dobu transformace pro všechny pořadí v/c, to znamená úplné Lorentzovy transformace. Poincaré získal úplné transformace dříve také v roce 1905, ale v publikaci v daném roce nezmínil svůj postup synchronizace. Toto odvození se zcela opíralo o princip relativity a konstantnost rychlosti světla, takže pro elektrodynamiku pohybujících se těles se stal éter nadbytečným. To znamená, že rozdělení na pravé a místní časy mizí. Všechny časy jsou stejně platné, a proto je relativita délky a času přirozeným důsledkem.
V roce 1908 Hermann Minkowski představil koncept světočáry částice ve svém modelu vesmíru zvaném Minkowského prostor. Matematický model prostoročasu je afinní geometrie vybavena o kvadratické formy, které měří intervaly mezi událostmi. Pokud jsou události spojeny světlem, interval je nula. V Minkowského systému, je současná nadrovina určena kvadratickou formou v každé události podél světočáry. Tato současná nadrovina závisí na rychlosti částice, a proto relativní k rychlosti.